# CFR řada 231
Řada 231 CFR je označení čtyřčité parní lokomotivy rumunských drah typu Pacific určené pro rychlíkovou dopravu. Lokomotivy byly v počtu 90 kusů vyrobeny v Německu v letech 1913 – 1922.

## Vznik a vývoj
V prvním desetiletí 20. století používaly CFR pro vozbu rychlíků dvojčité lokomotivy na mokrou páru typu Orleans s uspořádáním náprav 1´B 1´. Tyto lokomotivy z let 1886 – 1893 již byly v této době zastaralé a nehospodárné a jejich tažná síla se stávala nedostatečnou. Proto se rumunské dráhy rozhodly pořídit moderní stroje typu Pacific s uspořádáním náprav 2´C 1´ na přehřátou páru. Vybraly si nabídku mnichovské firmy Maffei, která přišla s projektem odvozeným od bavorské řady S 3/6 vyráběné od roku 1908.

## Popis
Na rozdíl od bavorské S 3/6 se jednalo o lokomotivu čtyřčitou – CFR vždy odmítaly sdružené lokomotivy. Průměr hnacích a spřažených kol byl zmenšen na 1 855 mm, lokomotivy byly jako první u CFR vybaveny tlakovou brzdou (Westinghouse). Vytápění bylo smíšené uhlím a olejem, pro spalování oleje byly v topeništi instalovány dva hořáky typu Dragu. Výhřevná plocha kotle 315,2 m² byla svého času největší mezi evropskými pacifiky. Čtyřválcový parní stroj měl šikmo uložené válce nad prvním dvojkolím podvozku – dva vně a dva uvnitř rámu, hnací dvojkolí bylo v rámu jako první. Heusingerův rozvod poháněl dvě válcová šoupátka, vždy jedno společné pro dva válce. Dále byl na lokomotivě použit regulátor Forster, mazací lisy Wakefield a Friedmann, pískovače Brüggemann, napaječe Friedmann a rychloměr Haushälter.
Lokomotivy byly spřažené se čtyřnápravovými tendry s nápravami v rámu v kluzných ložiskách typu Cosmovici.
Lokomotivy měly nátěr v odstínu olivové zeleně v kombinaci s černou dýmnicí, pojezd a tyčoví byly červenohnědé.

## Dodávky
V roce 1913 bylo z Mnichova dodáno prvních 20 strojů, další následovaly až do roku 1916. Tyto stroje byly označeny pouze pořadovými čísly 2201 – 2240. Po válce se vedení CFR rozhodlo pokračovat v nákupu těchto lokomotiv a objednalo dalších 50 kusů. Jelikož následkem válečných škod nebyla firma Maffei schopna tuto objednávku splnit, přenechala část kontraktu – 30 kusů firmě Henschel&Sohn z Kasselu. Lokomotivy z této druhé série se poněkud lišily od původního provedení – byla zmenšena přímá i nepřímá výhřevná plocha, přibyl vodočistič typu Pecz-Rejtö, resp. vodočistič v napájecím dómu u lokomotiv z produkce Henschel. Dvě z těchto lokomotiv obdržely také odlišný nátěr v kombinaci tmavězelené a červené barvy – 231.054, která byla od června do října 1925 vystavena na stánku firmy Maffei na výstavišti v Mnichově, a 231.066 – 19 000. lokomotiva vyrobená firmou Henschel.

## Provoz
Lokomotivy byly přiděleny depům București Calatori, Iași a Pașcani a byly provozovány na hlavních tratích CFR. V průběhu let byly dislokovány i v depech Turnu Severin, Craiova a Constanța, nakonec byly v 70. letech soustředěny poslední provozní stroje v depu Buzău.
Od 27. července 1928 zavedly CFR nový dálkový spoj Carpati Express v trase Bukurešť – Predeal, který tahaly dva pacifiky. Jízdní doba byla 3 h 14 minut, resp. 3 h 22 min v opačném směru. Cestovní rychlost tohoto vlaku byla 52,8 km/h. Od 1. července 1929 byl tento spoj nahrazen vlakem Carpați Pulmann Express se čtyřmi Pulmanovými vozy a dvěma vozy pro poštu a zavazadla, který byl již veden jedinou lokomotivou řady 231.
V roce 1933 zavedly CFR další dálkové spoje z Bukurešti do Galați a do Constanțy. Aby se mohla zkrátit jízdní doba vynecháním zastávky na doplnění vody, bylo pět lokomotiv této řady spojeno s novými tendry s objemem vodojemu 35 m³. Tyto tendry zkonstruovala a dodala lokomotivka Reșița. Byly čtyřnápravové, podvozkové, jejich podvozky měly vnitřní rámy. Pojmuly 4 t uhlí a 5 t oleje, jejich vlastní hmotnost byla 27,6 t, plně vyzbrojené vážily 71,6 t. Jejich chodové vlastnosti však byly neuspokojivé, proto byly v roce 1935 přiřazeny ke sněhovým pluhům a lokomotivy jezdily dále s původními tendry. V roce 1939 zauvažovaly CFR opět o náhradě tendrů – tentokrát typu, který byl použit u výkonnějších lokomotiv řady 142, které od roku 1937 začaly nahrazovat řadu 231 na nejtěžších výkonech. Válečné události však tyto úvahy ukončily.
Během války byla zničena lokomotiva 231.071 (poslední záznam květen 1938 dílny Grivița) a 231.090 – při bombardování Bukurešti 4. dubna 1944. Díly z druhé lokomotivy byly použity na opravu 231.087 po nehodě 11.3.1945 v Săbăreni.
V poválečné době se zátěž osobních vlaků zvýšila, proto byly na vlaky přes Predeal nasazovány postrky. V roce 1947 se podle sovětského vzoru prodlužovala vozební ramena, stroj 2211 zkušebně zavítal s osobním vlakem až do Oradey, vzdálenost 650 km urazil za méně než 12 hodin. Zvýšená zátěž způsobovala zvýšenou poruchovost lokomotiv.
V roce 1950 bylo ve stavu CFR 87 těchto lokomotiv, z nich 24 provozních a 43 záložních. V roce 1970 byl inventární stav 58 strojů, z nich 28 provozních, včetně tří nasazovaných na kontejnerové nákladní vlaky. Od 1. října 1971 byl snížen počet nasazovaných lokomotiv na šest, z toho čtyři v osobní dopravě a dvě v nákladní. V létě 1973 skončil pravidelný provoz pacifiků v Bukurešti a v pravidelném provozu zbylo posledních šest strojů v depu Buzău nasazených na trase Buzău – Faurei – Constanța. Dne 10. ledna 1975 odvezl stroj 2213 vlak Bulgaria Express z Giurgiu do Bukurešti Nord a to byl úplně poslední výkon řady 231 CFR.

## Konstrukční změny
Během období provozu, zejména při příležitosti dílenských oprav, byly prováděny na lokomotivách některé konstrukční úpravy. Jednalo se například o
- dosazení vzduchojemu
- dosazení kompresoru Knorr
- doplnění přímočinné brzdy na lokomotivu i tendr
- válcový vodočistič na lokomotivách série 2200
- injektor LF na výfukovou páru
- pneumatické Odkalovací ventily
- částečná náhrada brzdy Westinghouse brzdou Knorr
- dosazení varných trubek do topeniště

V 50. letech byly provedeny další úpravy pro nasazení na dlouhá vozební ramena:
- dosazení druhého kompresoru
- bednění na tendru pro zvýšení kapacity uhláku
- modernizace osvětlení
- zvětšení průměru písečníkových rour na 40 mm

## Zachované stroje
- 231.050 – od roku 1999 v depu Dej
- 231.065 – do roku 2008 (?) provozní, využívaná pro nostalgické jízdy, nyní (2013) chátrá v Muzeu parních lokomotiv v Sibiu, resp. v Târgu Mureș[1]